# キヤノンエスキースシステム
キヤノンエスキースシステム株式会社は、東京都港区に本社を置くキヤノングループの一社。
名刺管理サービス（アルテマブルー（法人向け名刺管理サービス））やCRMシステムの導入コンサルティング、情報漏洩防止ソリューションの販売・導入のほか、企業向けSaaS型サービスを展開している。

## 沿革
- 1994年（平成6年）9月 - 日本グプタ株式会社設立。
- 1995年（平成7年）2月 - SQLWindowsVer.5 日本語版、SQLBaseVer.5 日本語版出荷開始。
- 1996年（平成8年）6月 - Centura Team Developer出荷開始。日本センチュラ株式会社へ社名変更。
- 1998年（平成10年）1月 - CRMコンサルティングサービス事業を開始。
- 2000年（平成12年）4月 - イーシステム株式会社へ社名変更。
- 2001年（平成13年）
  - 4月 - 
    - 本社を東京都千代田区へ移転。
    - 京セラコミュニケーションシステム及びKDDIとの業務提携により、携帯電話サイトへのダイレクトアクセスサービス「クイックアクセス・サービス」開始

  - 9月 - エピファニー・ソフトウェア株式会社とCRM事業で業務提携。
  - 10月 - ナスダックジャパンスタンダード市場（後のヘラクレス）に上場。
  - 11月 - SAPジャパンとCRM事業で業務提携。
- 2002年（平成14年）
  - 8月 - 日本オラクルとCRM事業で業務提携。
  - 9月 - 「QuickCampaign」によるモバイルCRMのSI、ASPサービス事業を開始。
  - 11月 - 携帯電話を利用した投資家向けIR情報配信システム「QuickIR」を本格稼動。
- 2003年（平成15年）
  - 2月 - GUPTA Team Developer3.0Jを発売。
  - 8月 - 株式会社ジェイワールド（現・エンプレックス）を子会社化。
  - 9月 - ネクステック株式会社と製造業におけるトータルソリューション展開で協業
- 2004年（平成16年）
  - 6月 -
    - 電通と次世代型CRMソリューションで業務提携。
    - ハミングヘッズと顧客情報漏洩防止ソリューションで業務提携。

  - 10月 - イーシステム上海株式会社（易悉通信息技朮（上海）有限公司）を設立。
- 2006年（平成18年）
  - 2月 - 株式会社アイカルを子会社化。
  - 4月 - 子会社としてECコンシェルジュ株式会社を設立。テクノブレーン株式会社を子会社化。
  - 5月 - アイカルが株式会社コンピューター利用技術研究所（現・キヤノンアルゴスロジック）を子会社化。
  - 6月 -
    - 本社を東京都中央区日本橋へ移転。
    - エンプレックスへの出資比率減少に伴い、同社を連結範囲より除外。

  - 9月 - イーシステム上海を、エンプレックスに売却。同社はその後エンプレックス上海（元普信息技術（上海）有限公司）に社名変更。
  - 12月 - キヤノン電子による第三者割当増資を受け、同社の子会社となる。
- 2007年（平成19年）
  - 5月 - 株式会社インベステックを子会社化。
  - 10月 - 子会社として株式会社HRIを設立。
- 2008年（平成20年）
  - 1月 ‐ HRIが株式会社ヒューマンライフテクノロジー及び株式会社デジタル・インフォ・プロデュースを子会社化。
  - 3月 - 本社を東京都港区芝浦へ移転。
  - 6月 - 名刺管理サービス「アルテマブルー」の提供を開始。
- 2009年（平成21年）
  - 3月 - HRIが株式会社通販工房を子会社化。
  - 9月 - 子会社のヒューマンライフマーケティング（5月にHRIからを社名変更）が株式会社デジタル・インフォ・プロデュースの株式を同社社長に売却したことに伴い、連結範囲から除外。
  - 12月 - 子会社のECコンシェルジュ株式会社を清算。
- 2010年（平成22年）
  - 2月1日 - 山口朝日放送（yab）が全国初のSNSとデジタルテレビ（データ放送）の情報を連携する「テレビメール」のサービス提供開始[2]。
  - 3月 - 子会社である株式会社コンピューター利用技術研究所が株式会社アイカルと合併。
  - 5月 - キヤノン電子の完全子会社となる。
  - 6月 - 本社を東京都港区芝公園へ移転。
  - インベステックの全株式を売却。子会社であるヒューマンライフマーケティングがヒューマンライフテクノロジーの全株式を売却。
- 2011年（平成23年）
  - 3月 - 子会社であるヒューマンライフマーケティングが、同社子会社である通販工房と合併し、社名を通販工房に変更。同社をキヤノン電子の直子会社に変更。
  - 9月 - テクノブレーンの全株式を売却。
- 2013年（平成25年）1月 - キヤノンエスキースシステム株式会社へ社名変更。

## 主な連結子会社
- キヤノンアルゴスロジック株式会社（2013年1月、株式会社コンピューター利用技術研究所より社名変更。SI事業、Cacheライセンス販売/開発/サポートサービス）